# Machala
Machala is een stad en een parochie (parroquia) in het zuidwesten van Ecuador in het kanton Machala. Het is de hoofdstad van de provincie El Oro en gelegen aan de Grote Oceaan, nabij de Golf van Guayaquil. De stad is een belangrijk agricultureel centrum voor bananen, koffie en cacao. Vooral de export van bananen speelt een belangrijke rol in de economie van de stad. De stad telde in 2005 ongeveer 228.000 inwoners, waarmee het na Quito, Guayaquil, Cuenca en Santo Domingo de los Colorados de vijfde stad van het land is.
Machala werd gesticht in 1573 en in 1884 werd de stad uitgeroepen tot hoofdstad van El Oro. In 1941 werd de stad hevig gebombardeerd tijdens de grensoorlog tussen Ecuador en Peru.

## Geboren
- Ángel Fernández (1971), voetballer
- Lenin Preciado (1993), judoka